# 大和市立渋谷中学校
大和市立渋谷中学校（やまとしりつ しぶやちゅうがっこう）は、神奈川県大和市下和田にある公立中学校。

## 概要
通学する生徒は、大和市立渋谷小学校の生徒と、大和市立福田小学校の一部の生徒が通学する。

## 教育目標
1. 自発的な学習
2. 正しい行動
3. 健康な生活

## 学区
- 上和田
- 下和田
- 代官1丁目
- 福田（小田急線北側）
- 福田4丁目
- 渋谷1丁目、2丁目 - 6丁目

## 進学前小学校
- 大和市立渋谷小学校
- 大和市立福田小学校（一部は大和市立引地台中学校へ）

## 著名な出身者
- 伊藤良太（バスケットボール選手）